# Manuel Quezon
Manuel Luis Quezon (Baler, 19 augustus 1878 – Saranac Lake, 1 augustus 1944) was een Filipijnse staatsman en de eerste president van het Gemenebest van de Filipijnen.
Quezon vocht tijdens de Filipijns-Amerikaanse Oorlog aan de zijde van generaal Emilio Aguinaldo voor de onafhankelijkheid van de Filipijnen. Na de overgave van Aguinaldo in 1901 rondde hij zijn studie rechten af en werkte hij eerst als advocaat en vervolgens als openbaar aanklager. In 1905 begon hij zijn politieke carrière als gouverneur van zijn geboorteprovincie Tayabas. Twee jaar later werd hij gekozen in de Filipijnse Assemblee. Tussen 1909 en 1916 was Quezon een van de twee Filipijnse afgevaardigden in het Amerikaanse Huis van Afgevaardigden. Hij speelde in die hoedanigheid een grote rol bij de totstandkoming van de Jones Law, waarin de Filipijnen onafhankelijkheid werd beloofd. Direct na de goedkeuring van deze wet keerde hij terug naar de Filipijnen, waar hij werd gekozen tot president van de nieuw opgerichte Filipijnse Senaat. Vanaf 1922, toen hij president werd van de dominerende Nacionalista Party, was hij de onbetwiste leider van de Filipijnse politiek. In 1934 kregen de Filipijnen door veranderde politieke omstandigheden in de Verenigde Staten, en na intensief lobbywerk door Quezon, een veel grotere mate van autonomie toegekend. Bovendien zouden de Filipijnen binnen tien jaar onafhankelijk worden. Quezon werd daarop in 1935 gekozen tot president van het Gemenebest van de Filipijnen. In 1941 werd hij, kort voor de uitbraak van de Tweede Wereldoorlog in de Filipijnen, herkozen voor een tweede termijn. Na de Japanse invasie vluchtte Quezon naar de VS, waar hij een regering in ballingschap formeerde. Quezon overleed in 1944, kort voor de herovering van de Filipijnen door Amerikaanse troepen.

## Vroege levensloop en carrière

### Jeugdjaren
Manuel Quezon werd op 19 augustus 1878 geboren in Baler, in die dagen een klein en afgelegen dorpje in de provincie Tayabas, het huidige Quezon. Manuel was de eerste zoon van Maria Dolores Molina en Lucio Quezon. Zijn vader was een mestizo, afkomstig uit Manilla. Hij diende als sergeant in het Spaanse leger en vestigde zich nadien in Baler. Daar werd hij al snel aangesteld als onderwijzer van de jongens op de lagere school. Op dezelfde school werkte ook Maria Dolores als onderwijzeres van de meisjes. Zij was net als Lucio van half-Spaanse afkomst en afkomstig uit Baler. Toen ze elkaar leerden kennen was ze al weduwe, met kinderen uit dat eerdere huwelijk. De Quezons stonden door hun half-Spaanse achtergrond en door het feit dat ze naast de drie Spanjaarden in het dorp de enigen waren die Spaans konden spreken, in hoog aanzien in het dorp. Nadat Manuel in eerste instantie was onderwezen door zijn moeder, ging Manuel op zevenjarige leeftijd in de leer bij Fr. Fernandez, de Spaanse priester in Baler. Door hem werd hij onderwezen in religie, geografie, geschiedenis en Latijn.

### Studietijd

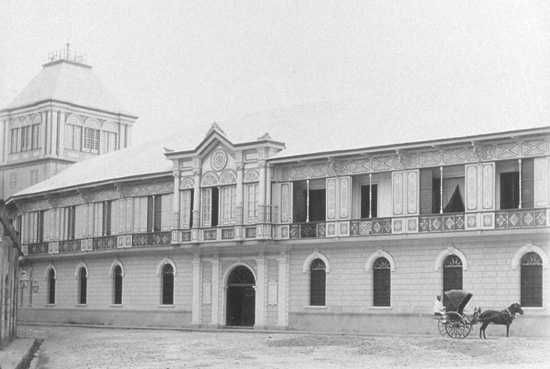
Het colegio de San Juan de Letran rond de tijd dat Quezon er studeerde

In 1889 ging Quezon studeren aan het Colegio de San Juan de Letran in Manilla. Het eerste jaar verbleef hij in het franciscaanse convent, waar bij als dienstjongen van dezelfde Spaanse priester zijn verblijf en onderhoud verdiende. Nadat Fr. Fernandez het klooster verlaten had voor een nieuwe missiepost op het Filipijnse platteland, verbleef hij korte tijd bij een neef van zijn vader. Toen hem dit niet beviel, mocht hij van zijn ouders op de campus van het college wonen, ondanks het feit dat de kosten daarvoor voor hen eigenlijk niet te betalen waren. Na vijf jaar studeren behaalde hij in februari 1894 summa cum laude zijn Bachelor of Arts-diploma.
Toen Quezon kort na zijn afstuderen terugkeerde in Baler, bleek zijn moeder doodziek. Korte tijd later overleed zij aan de gevolgen van tuberculose. Hoewel hij van plan was geweest snel terug te keren naar Manilla voor een studie rechten, bleef hij daarop nog enige tijd in Baler, om daar zijn vader bij te staan. In deze periode raakte Quezon in problemen, nadat hij een Spaanse korporaal had neergeslagen bij een conflict. Hij werd vastgezet en pas na twee weken weer vrijgelaten, nadat zijn vader de Spaanse militaire gouverneur had overtuigd van zijn onschuld. Bovendien had zijn vader moeten beloven dat hij zich in Manilla niet zou aansluiten bij verzetsbewegingen tegen de Spaanse kolonisators.
Nog datzelfde jaar begon Quezon aan zijn studie rechten aan de University of Santo Tomas (UST). Tegelijk met Quezon begonnen ook onder meer Sergio Osmeña en Vicente Madrigal aan hun studie rechten aan de universiteit. In zijn eerste jaar woonde hij zonder betaling op het internaat van de UST in ruil voor het geven van bijles aan andere studenten. Nadat hij echter de huisregels had overtreden in zijn tweede jaar, en daarop van het internaat werd weggestuurd, verbleef hij nadien in een studentenhuis in Intramuros. Toen in 1896 de Filipijnse revolutie uitbrak, studeerde Quezon, in tegenstelling tot diverse van zijn studiegenoten, gewoon door. Hij zelf verklaarde later in zijn autobiografie dat dit te maken had met de belofte die zijn vader twee jaar daarvoor aan de gouverneur in Baler had gedaan. In 1898 brak de Spaans-Amerikaanse Oorlog uit en werd Manilla met hulp van Filipijnse troepen onder leiding van generaal Emilio Aguinaldo op de Spanjaarden veroverd.

### Filipijns-Amerikaanse Oorlog
Nadat Manilla op 13 augustus 1898 was ingenomen door de Amerikanen, vertrok Quezon naar zijn geboortedorp Baler. Eenmaal terug hoorde hij dat zijn vader en broer korte tijd daarvoor waren beroofd en om het leven gebracht. Toen kort daarop de Filipijns-Amerikaanse Oorlog uitbrak, besloot Quezon zich aan te sluiten bij de troepen van Aguinaldo. Door enkele succesvolle missies promoveerde hij in korte tijd tot majoor. Nadat hij eerst in de staf van Aguinaldo in Tarlac gediend had, werd hij later op eigen verzoek naar het front gestuurd. Hij diende onder generaal Tomas Mascardo, eerst in de provincie Pampanga en later in Bataan. Daar werd hij begin 1901 getroffen door malaria. Toen Aguinaldo op 23 maart 1901 gevangengenomen werd door de Amerikanen, stuurde generaal Mascardo de zieke Quezon vanuit Bataan terug naar Manilla om dit nieuws te verifiëren en om Aguinaldo te vragen wat Mascardo moest doen. Hij zou dan bovendien kunnen herstellen van zijn ziekte. Quezon slaagde erin om Aguinaldo te spreken in het Malacañang Palace, waar hij vastgehouden werd. Aguinaldo liet bij die gelegenheid Mascardo weten, dat hij zelf moest bepalen wat te doen. Daarop gaf ook Mascardo zich, op 15 mei 1901, over aan de Amerikanen. Quezon zelf bleef na zijn missie in Manilla en werd korte tijd later gearresteerd. Na zes maanden gevangen te hebben gezeten, werd hij zonder veroordeling weer vrijgelaten. Omdat hij in die tijd helemaal blut was, ging hij op zoek naar werk. Hij kreeg echter een zenuwinzinking en moest worden opgenomen in het ziekenhuis van San Juan de Dios. Later werd hij thuis opgevangen door een van zijn artsen, die hij nog kende uit zijn tijd op het Colegio de San Juan de Letran. Na zijn herstel werkte Quezon enige tijd als boekhouder.

### Advocaat en openbaar aanklager
Inmiddels was het onderwijssysteem in de Filipijnen door de Amerikanen aangepast. Een bachelordiploma rechten vereiste nu drie jaar studie en aangezien Quezon reeds drie jaar rechten had gestudeerd, kon hij in april 1903 direct deelnemen aan het toelatingsexamen voor de Filipijnse balie. Hij slaagde, met het op drie na beste resultaat van dat jaar, en werd kort daarna aangenomen bij het advocatenkantoor van Francisco Ortigas. Al enkele maanden later begon hij echter zijn eigen praktijk. In oktober 1903 verplaatste hij zijn praktijk naar de provincie Tayabas. Daar maakte hij in korte tijd naam als advocaat. Zo won hij onder andere, zeer tegen de verwachting in, een zaak waarbij een burgemeester was aangeklaagd door de meest invloedrijke familie van Tayabas. Eind 1903 werd Quezon gevraagd voor de functie van fiscal (openbaar aanklager) van de naburige provincie Mindoro. Hoewel de functie inhoudelijk en financieel niet erg aantrekkelijk was, besloot Quezon haar desondanks te aanvaarden. Hij was er inmiddels van overtuigd geraakt dat samenwerking met de Amerikanen uiteindelijk zou leiden naar Filipijnse onafhankelijkheid en zag de baan als een goede opstap naar meer. Al na zes maanden in Mindoro volgde een promotie naar de positie van openbaar aanklager van Tayabas. In die periode maakte hij naam met een zaak tegen een Amerikaanse advocaat, een zekere heer Berry, die 25 Filipijnse gevangenen op een misleidende manier onroerende zaken afhandig had gemaakt. Quezon won de geruchtmakende rechtszaak uiteindelijk tegen de verwachting in.

## Koloniale politieke carrière

### Gouverneur van Tayabas
In 1905 besloot Quezon de politiek in te gaan. De Berry-zaak had zijn populariteit onder zijn landgenoten goed gedaan, maar om dit te verifiëren deed hij op 15 januari 1905 eerst mee aan de verkiezingen voor de provinciale raad van Tayabas. Na zijn succesvolle verkiezing in de raad, nam hij een maand later weer ontslag om kort daarop mee te doen aan de verkiezingen voor het gouverneurschap van de provincie. De gouverneursverkiezingen waren in die tijd nog geen directe verkiezingen. De kandidaat die de meeste stadsraadsleden achter zich wist te krijgen werd tot winnaar uitgeroepen. Pas na enkele dagen discussiëren bereikten deze kiesmannen een beslissing. Quezon werd ondanks protesten van zijn tegenstanders uitgeroepen tot winnaar. Als gouverneur was hij bijzonder actief en bouwde hij een reputatie op als onbevreesd leider van de provincie Tayabas. Zo bezocht hij gedurende zijn termijn alle barrios (dorpen) in de provincie en leidde hij soms persoonlijk de expedities tegen de bandieten, die in die dagen de Filipijnen onveilig maakten, onder het mom van een voortgezette Filipijnse revolutie.

### Lid Filipijnse Assemblee

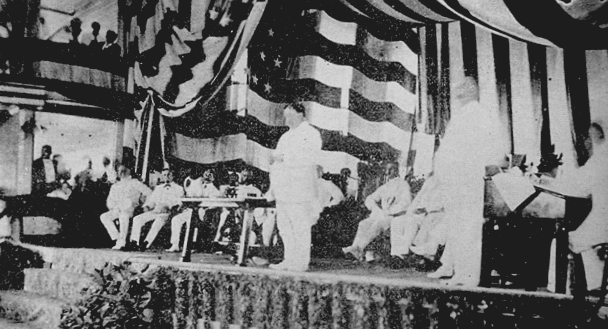
Gouverneur-generaal Taft spreekt de Filipijnse Assemblee toe bij de inaugurele sessie (1907)

Twee jaar later vonden in de Filipijnen de eerste parlementsverkiezingen plaats. Quezon stelde zich namens de Nacionalista Party met succes kandidaat voor een zetel in de Filipijnse Assemblee. Zijn partij behaalde een grote overwinning. Partijgenoot en voormalig studiegenoot Sergio Osmeña werd gekozen tot voorzitter van de Assemblee en Quezon werd gekozen tot majority leader. In het parlement kwam Quezon direct in botsing met de Amerikaanse regering toen in Amerikaanse Congres een wet in behandeling werd genomen, die vrij handelsverkeer tussen de Verenigde Staten en de Filipijnen zou bewerkstelligen. Quezon was hierop tegen, omdat het de Filipijnen te afhankelijk zou maken van de Amerikaanse markt. De Filipijnse Assemblee was het in grote meerderheid met hem eens. Aan het einde van zijn periode in de Assemblee maakte hij tevens zijn eerste buitenlandse reis. Nadat hij eerst in Rusland naar een navigatiecongres was geweest, reisde hij via Berlijn, Parijs en Londen naar New York, waar hij een ontmoeting had met de Amerikaanse president Theodore Roosevelt. Die verzekerde hem in hun gesprek dat de Verenigde Staten de Filipijnen uiteindelijk de onafhankelijkheid zouden geven. Hoewel Roosevelt de uitspraak later ontkende, leverde het Quezon een warm onthaal in zijn vaderland op.

### Resident Commissioner
In 1909 had Quezon zijn zinnen gezet op een benoeming als een van de twee Filipijnse Resident Commissioners. Deze afgevaardigden vertegenwoordigden de Filipijnen in het Amerikaanse Huis van Afgevaardigden, en mochten daar toespraken houden en meedebatteren, maar hadden in tegenstelling tot de overige afgevaardigden, geen stemrecht. Quezon beschouwde deze positie als sleutelpositie in het Filipijnse streven naar onafhankelijkheid, omdat alleen het Amerikaanse Congres wetgeving hieromtrent zou kunnen initiëren. De eerste twee Resident Commissioners waren in 1907 benoemd door de Philippine Commission, maar in 1909, toen de termijn van een van hen afliep, nam de Filipijnse Assemblee de positie in dat de benoeming een zaak van de Assemblee zou moeten zijn. Hoewel niet alle afgevaardigden in de Assemblee in eerste instantie voorstander van een keuze voor Quezon waren, werd hij uiteindelijk toch unaniem gekozen.
Hij arriveerde op kerstavond 1909 in de Verenigde Staten. In zijn “maidenspeech” in het congres op 10 mei van het jaar daarop, gaf hij aan dat de inwoners van de Filipijnen blij waren met de positieve veranderingen die de nieuwe machthebbers hadden doorgevoerd, maar uiteindelijk toch wel degelijk streefden naar onafhankelijkheid. Quezon merkte al snel dat dit geen gemakkelijke opgave zou worden. Hoewel er wel degelijk Amerikanen tegen het door de regering gevoerde imperialistische beleid waren, was de algemene publieke opinie tegen onafhankelijkheid. De gedachte was dat de inwoners van de Filipijnen nog lang niet toe waren aan zelfbestuur. Het beïnvloeden van de publieke opinie was in die tijd bovendien niet gemakkelijk, aangezien radio of televisie nog niet bestonden. Ook het uitoefenen van druk op de leden van het Amerikaanse Congres was lastig, als eenling zonder stemrecht in een Huis met meer dan vierhonderd afgevaardigden. Dat de Filipijnse onafhankelijkheid op dat moment nog ver weg was, bleek wel toen afgevaardigde William Atkinson Jones, op voorspraak van Quezon een wetsvoorstel indiende, waarin werd voorgesteld om de Filipijnen binnen acht jaar de onafhankelijkheid te gunnen. Deze eerste versie van de Jones Law haalde het, zoals verwacht, niet in de door de Republikeinen gedomineerde Senaat.
De overwinning van de Democraten bij de Amerikaanse verkiezingen in 1912 veranderde de situatie. Zowel de Senaat als het Huis van Afgevaardigden werden nu gedomineerd door de Democraten en ook de nieuwe president Woodrow Wilson was Democraat. Hoewel Wilson zich in zijn eerste toespraak positief uitliet over Filipijnse onafhankelijkheid, bleek het aanvankelijke optimisme bij Quezon onterecht. Zowel het Amerikaanse Congres als de nieuwe president nam geen actie om opnieuw een wetsvoorstel in te dienen. Wel werd na lobbywerk door Quezon de Amerikaanse Gouverneur-generaal van de Filipijnen, William Cameron Forbes, vervangen door Francis Burton Harrison. De aanstelling van Harrison was een belangrijke overwinning voor Quezon. In de vier jaar na zijn aanstelling volgde een ware “Filipinisering” van de overheid in de archipel. Honderden Amerikanen werden vervangen door Filipino’s. Ondertussen bleef Quezon doorlobbyen voor meer Filipijnse autonomie en een concrete toezegging voor wat betreft de onafhankelijkheid. Het grootste probleem daarbij was de datum waarop de Filipijnen onafhankelijk zouden worden. Bovendien waren de Verenigde Staten bang dat de kwetsbare, onafhankelijke Filipijnen snel in handen zouden vallen van het imperialistische Japan. Uiteindelijk werd kort voor het einde van de eerste termijn van Wilson een nieuw wetsvoorstel door Jones ingediend. De Filipijnen zouden met deze wet meer autonomie verkrijgen en bovendien zouden de Filipijnen in de uiteindelijke versie van het wetsvoorstel, na een overgangsperiode van twee tot vier jaar, onafhankelijk worden. Ook dit nieuwe wetsvoorstel haalde het echter niet. Ditmaal sneuvelde de wet in het Huis van Afgevaardigden, omdat diverse Democraten met de Republikeinen meestemden, tegen de wet. Daarop werd het wetsvoorstel aangepast en werd de termijn waarop onafhankelijkheid verkregen zou worden eruit gehaald. Daarmee was de angel uit het voorstel en werd de wet in recordtijd door beide kamers goedgekeurd. Op 29 augustus 1916 volgde de ondertekening van de Jones Law door president Wilson.

### President van de Filipijnse Senaat

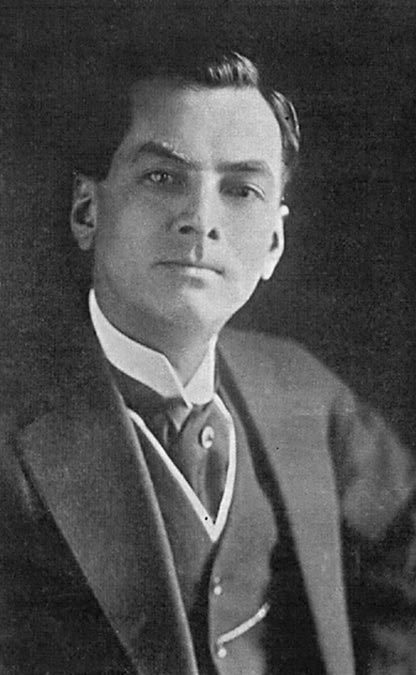
Quezon als president van de senaat

De Jones Law voorzag onder andere in de opheffing van de Philippine Commission en de Assemblee en de oprichting van een Senaat en Huis van Afgevaardigden. De verkiezingen van 1916 werden opnieuw gedomineerd door de Nacionalistas en Quezon werd, zonder ook maar een dag campagnevoeren, gekozen als senator namens het vijfde senaatsdistrict. Zijn medesenatoren kozen hem bovendien op de eerste senaatszitting unaniem tot president van de Filipijnse Senaat. Partijleider Osmeña had ervoor gekozen om in het Huis van Afgevaardigden plaats te nemen, omdat deze volgens hem het dichtst bij het volk stond.

#### Machtsstrijd met Sergio Osmeña
In 1922 ontstond op het jaarlijkse partijcongres van de Nacionalistas een machtsstrijd tussen partijleider Sergio Osmeña en Quezon. Quezon vond dat Osmeña de partij op dictatoriale wijze regeerde en was van mening dat belangrijke beslissingen voortaan op basis van een democratische meerderheid genomen dienden te worden. Het grootste deel van zijn partijgenoten in de Senaat schaarde zich achter Quezon. Kort daarop namen de Nacionalistas in het Huis echter een resolutie aan, waarin ze het vertrouwen in Osmeña uitspraken. Hierop escaleerde de strijd. Osmeña nam ontslag als voorzitter van het Huis van Afgevaardigden en Quezon deed hetzelfde voor zijn functie als president van de Senaat. Daarop gaf Osmeña zijn partijleiderschap op en nam bovendien ontslag als vicepresident van de Council of State. Een splitsing van de Nacionalista Party leek onvermijdelijk en bij de verkiezingen van juni 1922 deden de kandidaten van de twee fracties inderdaad als twee aparte partijen mee. De "colectivistas" van Quezon en de "unipersonalistas"" van Osmeña. Osmeña en Quezon werden bij deze verkiezingen beiden in de Senaat gekozen. Onder druk van de opkomende oppositiepartij, de "Democratas" werden de geschillen in oktober 1922 uiteindelijk bijgelegd. Quezon, die eerder al was herkozen als senaatspresident, werd partijleider van de herenigde Nacionalistas. Hierdoor was hij nu de onbetwiste leider van de Filipijnse politiek.

#### Tegenwerking onder Leonard Wood
In 1921 werd Leonard Wood door de nieuwe Republikeinse president Warren G. Harding benoemd als opvolger van gouverneur-generaal Harrison. Generaal Wood had zijn sporen verdiend in het Amerikaanse leger waarin hij van kapitein bij het medische korps was opgeklommen tot opperbevelhebber van het Amerikaanse leger. Wood was van mening dat zijn voorganger de zaken in de Filipijnen meer autonomie had gegeven dan volgens de Jones Law was toegestaan. Hoewel Wood een kundige bestuurder was, kwam hij door zijn autoritaire en ondiplomatieke stijl regelmatig in conflict met de Filipijnse politieke leiders. De spanningen liepen hierdoor al gauw op en kwamen uiteindelijk tot een climax in 1923.
De aanleiding hiervoor was het ontslag van een Amerikaanse rechercheur door Ramon Fernandez, de toenmalige burgemeester van Manilla, nadat bewezen werd geacht dat hij omkoopgelden had aangenomen van grote gokhuizen in de stad. Het ontslag werd na protest door de rechercheur bevestigd door minister van Binnenlandse Zaken José Laurel, maar desondanks teruggedraaid door Wood. Hoewel de gouverneur-generaal formeel het recht had dergelijke besluiten te nemen, waren de Filipijnse leiders getergd, omdat het niet het eerste geval was waarin Wood de beslissingen van zijn Filipijnse kabinetsleden had teruggedraaid. De leden van de council of state en de Filipijnse kabinetsleden dienden daarop onder aanvoering van Quezon hun ontslag in, waarop de situatie escaleerde. Het Filipijnse congres keurde het budget voor staf van Wood af en diende een wetsvoorstel in voor het houden van een referendum onder de Filipijnse bevolking voor onafhankelijkheid. Wood blokkeerde daarop het referendum, omdat een duidelijk ja bij het referendum een gevaar voor de Amerikaanse positie in de Filipijnen zou betekenen. Het congres nam het voorstel desondanks toch met een overgrote meerderheid aan, waarna de nieuwe Amerikaanse president Calvin Coolidge het finale oordeel moest vellen. Hij bevestigde de beslissing van Wood en sprak in sterke bewoordingen zijn steun aan de gouverneur-generaal uit.
De jaren die volgden bleven de Amerikaanse gouverneur-generaal en het Filipijnse Congres onder leiding van Quezon elkaar op allerlei mogelijke manieren tegenwerken. Deze situatie duurde tot 1927 toen Wood vanwege een hersentumor een operatie moest ondergaan. Jaren daarvoor was bij hem met succes een soortelijke operatie uitgevoerd. Ditmaal overleed hij echter op de operatietafel en kwam aan de moeizame periode onder zijn leiding een eind. Op voorspraak van Quezon stelde president Coolidge daarna Henry Stimson aan, waarna de relatie tussen de Amerikaanse hoogste gezagdrager en het Filipijnse Congres normaliseerde.

#### Politiek gevecht om de Filipijnse onafhankelijkheid

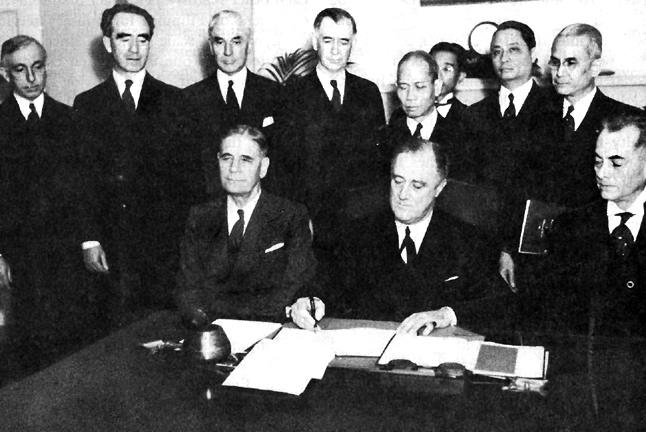
President Roosevelt tekent de Filipijnse Grondwet in 1935. Quezon staat rechts naast Roosevelt.

In 1930 veranderde het politieke klimaat in de Verenigde Staten. De Democraten, die van oudsher positiever tegenover de Filipijnse onafhankelijkheid stonden dan de Republikeinen, kregen de meerderheid in het Huis van Afgevaardigden en verwierven ongeveer evenveel zetels als de Republikeinen in de Senaat. Daarbij kwam nog dat ook de Republikeinse politici er in die tijd positiever tegenover stonden. Dit had te maken met de wens om Amerikaanse producenten te kunnen beschermen tegen goedkope Filipijnse producten, door het heffen van invoerrechten. In december 1931 vertrok daarom een nieuwe onafhankelijkheidsmissie onder leiding van Osmeña en Roxas naar de Verenigde Staten. Quezon, die last had van opspelende tuberculoseklachten, besloot in verband met zijn gezondheid niet mee te gaan. Een lange periode van debatteren door het Amerikaanse Congres en lobbyen door de Filipijnse politici van de onafhankelijkheidsmissie resulteerde in 1932 uiteindelijk in de Hare-Hawes-Cutting Bill. Met deze wet zouden de Filipijnen binnen 10 jaar onafhankelijk worden, maar de Verenigde Staten zouden nadien nog wel enkele militaire bases in de Filipijnen behouden. In de tien jaar durende overgangsperiode zouden de Filipijnen met de status van gemenebest een grote mate van autonomie genieten. Na de onafhankelijkheid zouden voor Filipijnse producten dezelfde invoerrechten gelden als voor andere landen. De Hare-Hawes-Cutting Bill werd in december 1932 met grote meerderheid door zowel het Huis als de Senaat aangenomen. Hierop besloot de Republikeinse president Herbert Hoover gebruik te maken van zijn vetorecht. Het Congres ontkrachtte het veto echter weer door de wet met een meerderheid ruimer dan twee derde definitief aan te nemen.
Voor de onafhankelijkheidswet definitief was, moest het Filipijnse Congres er nog mee instemmen. Manuel Quezon liet vanuit Manilla weten niet achter de nieuwe wet te staan, omdat hij de opgenomen bepalingen te nadelig vond voor het Filipijnse volk. Wat volgde was een bitter politiek gevecht. De Nacionalista Party spleet opnieuw uiteen in twee fracties. De "Pros" onder leiding van Osmeña en Roxas en de "Antis" onder leiding van Quezon. Na een maandenlang politiek steekspel was het uiteindelijk Quezon die het gevecht won. De Hare-Hawes-Cutting Bill werd met grote meerderheid door het Filipijnse Congres verworpen.
Quezon vertrok daarop naar Washington om uitleg te geven over de afwijzing en bij de nieuwe Democratische president Franklin D. Roosevelt te lobbyen voor een betere onafhankelijkheidswet. Dit resulteerde uiteindelijk in 1934 in een nieuwe wet. Deze wet, die bekendstaat als de Tydings-McDuffie Act, leek inhoudelijk sterk op de eerder door Osmeña en Roxas binnengehaalde Hare-Hawes-Cutting Law. Politici uit de groep van Osmeña en Roxas en oppositieleden, zoals Juan Sumulong, beschuldigden Quezon er dan ook van deze eerste wet slechts te hebben willen tegenhouden, om uiteindelijk zelf het succes te kunnen claimen. De Tydings-McDuffie Act werd nog datzelfde jaar door zowel het Amerikaanse als het Filipijnse Congres goedgekeurd en ondertekend door president Roosevelt.

#### Filipijnse grondwet en verkiezingen in 1935

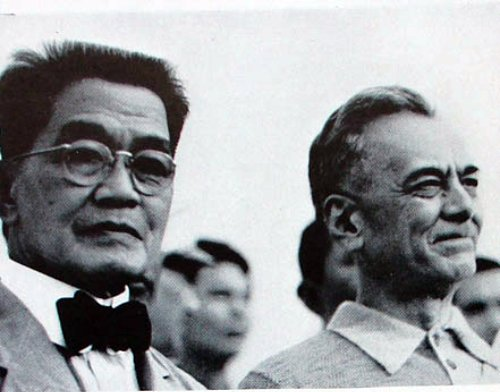
Aguinaldo (links) en Quezon in 1935

Op 30 juli 1934 begonnen de 202 leden van de constitutionele conventie aan hun opdracht om een Filipijnse Grondwet voor het Gemenebest van de Filipijnen te ontwerpen. Hoewel Quezon had verklaard geen interesse te hebben om zelfs ook maar aanwezig te zijn bij de constitutionele conventie, had hij desondanks veel invloed op het uiteindelijke resultaat. Op 8 februari 1935 stemde het grootste deel van de leden van de conventie in met de tekst van de nieuwe grondwet en halverwege dat jaar werd de nieuwe grondwet middels een referendum ook door de Filipijnse bevolking goedgekeurd. Het Gemenebest van de Filipijnen kregen een president als regeringsleider, met vergaande bevoegdheden. Om de kans op een dictatoriaal regerende
president te beperken, was bepaald dat een herverkiezing na afloop van de termijn van zes jaar niet mogelijk was. De wetgevende macht zou worden gevormd door de eenkamerige Nationale Assemblee. Dit laatste was tegen de wens van Quezon. Later dat jaar besloten de twee fracties van de Nacionalista Party op initiatief van de leiders Quezon en Osmeña, zich na langdurige onderhandelingen te herenigen voor de verkiezingen van 1935. Op 16 juni wezen de partijconventies van beide fracties Quezon en Osmeña aan als Nacionalista kandidaten voor respectievelijk president en vicepresident. De verkiezingen op 18 september 1935 werden een groot succes voor de herenigde partij. Quezon versloeg generaal Emilio Aguinaldo en bisschop Gregorio Aglipay bij de presidentsverkiezingen en Osmeña werd verkozen tot vicepresident. Ook won de partij het grootste deel van de zetels in de Nationale Assemblee.

## President van de Filipijnen

### Eerste termijn (1935-1941)
Na de winst bij de verkiezingen werd Quezon op 15 november 1935 geïnaugureerd als president van het Gemenebest van de Filipijnen. In eerste instantie benoemde hij dezelfde kabinetsleden, die ook dienden onder de laatste Amerikaanse gouverneur-generaal. Hoewel Quezon in zijn tijd als senaatspresident de Amerikaanse gouverneur-generaal Leonard Woord hevig bekritiseerde om zijn dictatoriale wijze van besturen, deed Quezon in feite niet anders. Door enerzijds slim politiek te manoeuvreren en anderzijds goed gebruik te maken van de door de nieuwe Filipijnse Grondwet aan hem toegekende machtsmiddelen regeerde hij het land praktisch alleen. De wetgevende macht stond volledig onder zijn controle. Vrijwel alle door Quezon gewenste wetgeving werd snel door het parlement geloodst. Andere wetgeving strandde daarentegen vaak op een presidentieel veto. In de eerste jaren dat Quezon regeerde, gebruikte hij vaker zijn vetorecht dan zijn de Amerikaanse gouverneurs-generaal. Belangrijke onderdelen uit het beleid van Quezon waren de reorganisatie van de Filipijnse overheid, de bevordering van het Filipijnse nationalisme en van sociale gerechtigheid en de voorbereiding op de onafhankelijkheid.

#### Defensie

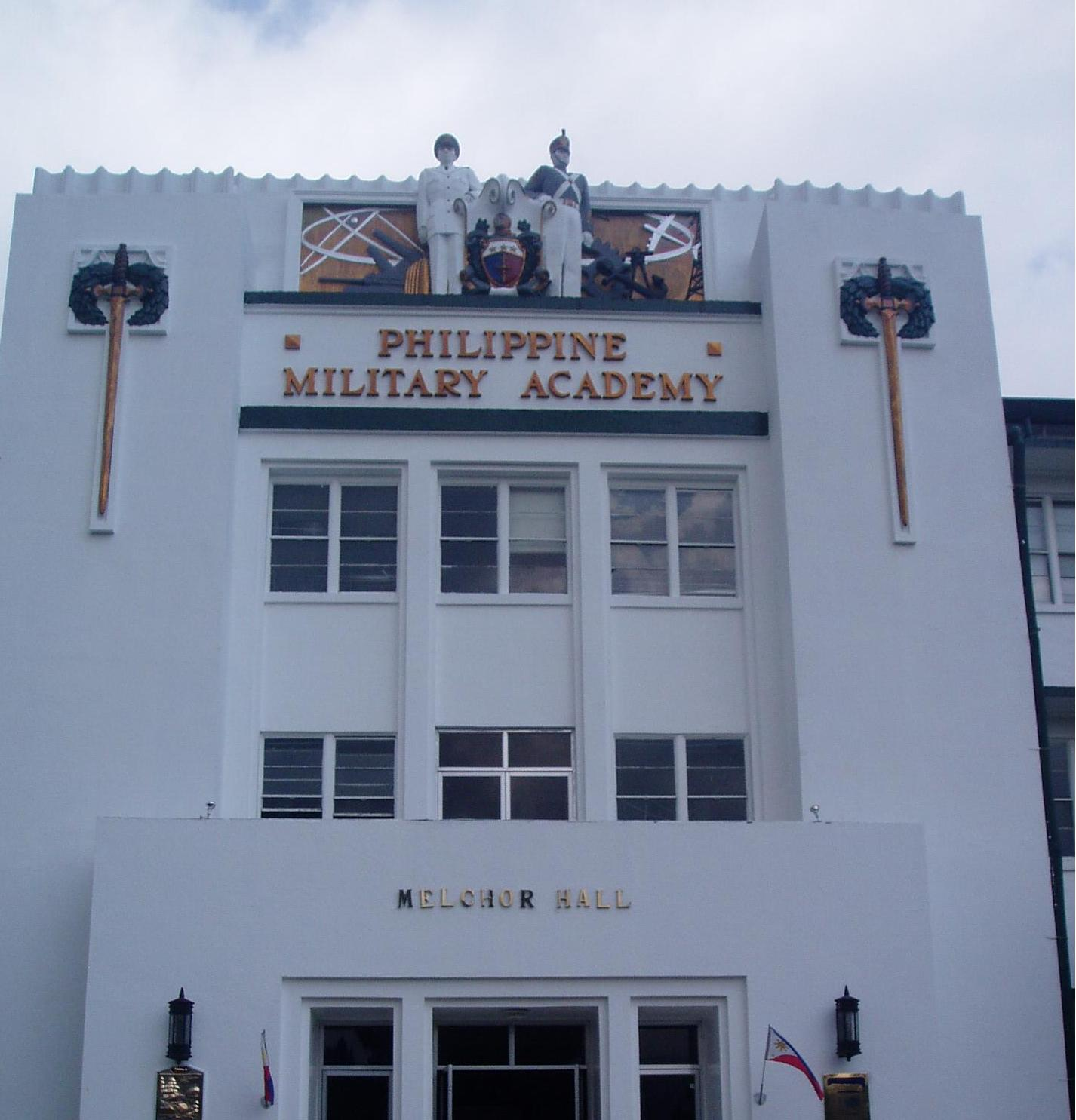
De Philippine Military Academy

Een van de belangrijkste zorgen van Quezon was de defensie van de Filipijnen. Hij wilde voorkomen dat de onafhankelijke Filipijnen weerloos in handen zouden vallen van een andere grote mogendheid, zoals het expansionistische Japanse Keizerrijk. Daarom vroeg hij zijn vriend Douglas MacArthur als adviseur ten aanzien van de opbouw van Filipijnse defensie. MacArthur, op dat moment opperbevelhebber van de Amerikaanse strijdkrachten, zag dit als een mooie afsluiting van zijn carrière en stemde toe. Direct na Quezons verkiezing tot president kwam hij naar de Filipijnen om zijn inmiddels uitgewerkte plan te presenteren en met zijn werk als adviseur te beginnen. Het plan en de daarvoor benodigde wetgeving werd door Quezon met het Filipijnse Congres besproken en kort daarop werd de National Defense Act als eerste wet door het Filipijnse parlement goedgekeurd. De bedoeling was om binnen tien jaar tijd, wanneer de onafhankelijkheid een feit zou zijn, een leger van tienduizend soldaten op te leiden, aangevuld door nog eens vierhonderdduizend reservisten. Alle jongens ouder dan zes werden voortaan geacht militaire training te volgen en ook was voorzien in de oprichting van een nieuwe vierjarige opleiding voor Filipijnse officieren. De Philippine Military Academy werd in 1936 opgericht naar het voorbeeld van West Point in de Verenigde Staten, zodat de eerste officieren in 1940 zouden afstuderen. Er was behoorlijk wat kritiek op het defensieplan. Critici vroegen zich af of het plan wel betaalbaar was voor de Filipijnen. Daarbij was de gedachte dat de Filipijnen toch niet goed te verdedigen waren en zeker niet zonder marine. Daarnaast waren sommigen bang dat Quezon een sterk leger zou gaan gebruiken om een dictatuur te vormen, zodra de onafhankelijkheid een feit was.

#### Onderwijshervormingen
Een van de doelstellingen van Quezon bij aanvang van zijn presidentschap was het terugdringen van het analfabetisme. Hij wilde ervoor zorgen dat ieder Filipijns kind de mogelijkheid zou krijgen om basisonderwijs te volgen. In februari 1936 richtte Quezon de National Council of Eduction op. Deze raad onder leiding van Rafael Palma adviseerde over onderwijsbeleid en noodzakelijke hervormingen. Een van de hervormingen die doorgevoerd werden was een heroriëntatie van het onderwijs. Tot die tijd kregen Filipijnse scholieren onderwijs met behulp van Amerikaanse leerboeken. Gaandeweg werden deze boeken vervangen door Filipijnse leerboeken. Daarnaast werd getracht om het aantal leerlingen in het basisonderwijs te verhogen en deze leerlingen bovendien minder snel te laten afhaken. Naar aanleiding van een advies van de Council of Education dat scholieren minstens vier jaar basisonderwijs dienden te volgen drong Quezon bij de Nationale Assemblee aan op maatregelen. De jaren daarna steeg het aantal leerlingen in het basisonderwijs enorm. Tussen 1935 en 1941 steeg dit aantal met 800.000 leerlingen tot een totaal van 2 miljoen. Er werden duizenden nieuwe scholen gebouwd en meer dan 15.000 nieuwe leraren aangesteld. Ook werden er voor het terugdringen van het analfabetisme duizenden scholen voor volwassen opgericht. Als gevolg van de maatregelen van de regering-Quezon begon het percentage dat kon lezen en schrijven op te lopen. In 1938 was dit percentage gestegen tot naar schatting 48,8% van de bevolking boven tien jaar. De verschillen in het land waren echter groot. In Manilla kon 80,7% lezen en schrijven. In sommige meer landelijke provincies was het cijfer echter veel lager.

#### Economisch beleid
Om de Filipijnse economie goed voor te bereiden op de naderende Filipijnse onafhankelijkheid nam Quezon maatregelen op drie verschillende gebieden. Ten eerste deed hij pogingen om de Tydings-McDuffy Law te laten amenderen. In die wet waren ongunstige en eenzijdige invoerrechten en quota voor Filipijnse exportproducten naar de VS vastgelegd, vanaf het moment dat de Filipijnen onafhankelijk zouden worden. Omdat de Amerikaanse afzetmarkt voor Filipijnse exportproducten verreweg de belangrijkste was, zou dit ernstige gevolgen voor de Filipijnse economie hebben. Quezon zond in 1939 Sergio Osmeña naar de VS om daar deze zaak te bepleiten. Uiteindelijk werden er enkele verbeteringen doorgevoerd.
Daarnaast nam de regering Quezon maatregelen om de Filipijnse economie zelf te versterken en stimuleren. De belangrijke Filipijnse landbouwsector werd gestimuleerd om een grotere diversiteit aan producten te produceren en zo minder afhankelijk te zijn van producten als suiker, kopra, tabak en abaca. Daarnaast werden maatregelen genomen om de Filipijnen te industrialiseren. Zo werd geprobeerd om de energieproductie te vergroten en werd geïnvesteerd in de verbetering van de infrastructuur. Er waren in die tijd heel weinig wegen in de Filipijnen. Met name op Mindanao, waar de overheid grote onontgonnen gebieden wilde laten koloniseren, was het binnenland nog een groot onontgonnen regenwoud. Ondanks het feit dat het aantal kilometer goede verharde weg door de investeringen tussen 1936 en 1941 bijna verdrievoudigde, bleef de capaciteit echter ver achter bij de behoefte.
Als laatste moest de Filipijnse economie zelfvoorzienender worden. Hierdoor zou de economie robuuster worden en dus minder gevoelig voor de negatieve effecten van de naderende onafhankelijkheid. Het aandeel van buitenlandse bedrijven in de economie moest drastisch omlaag. Dit probeerde hij onder andere te bereiken door het stimuleren van economisch nationalisme. De Filipijnse bevolking werd aangezet tot het kopen van producten en diensten van eigen bodem, zodat de afhankelijkheid van de Amerikanen, Chinezen en Japanners kleiner zijn worden. Ook werd in 1939 de zogenaamde Anti-Dummy Law aangenomen, die ervoor moest zorgen dat buitenlandse zakenmensen en investeerders geen Filipijnse stroman konden aanstellen in hun bedrijf.

#### Sociaal beleid

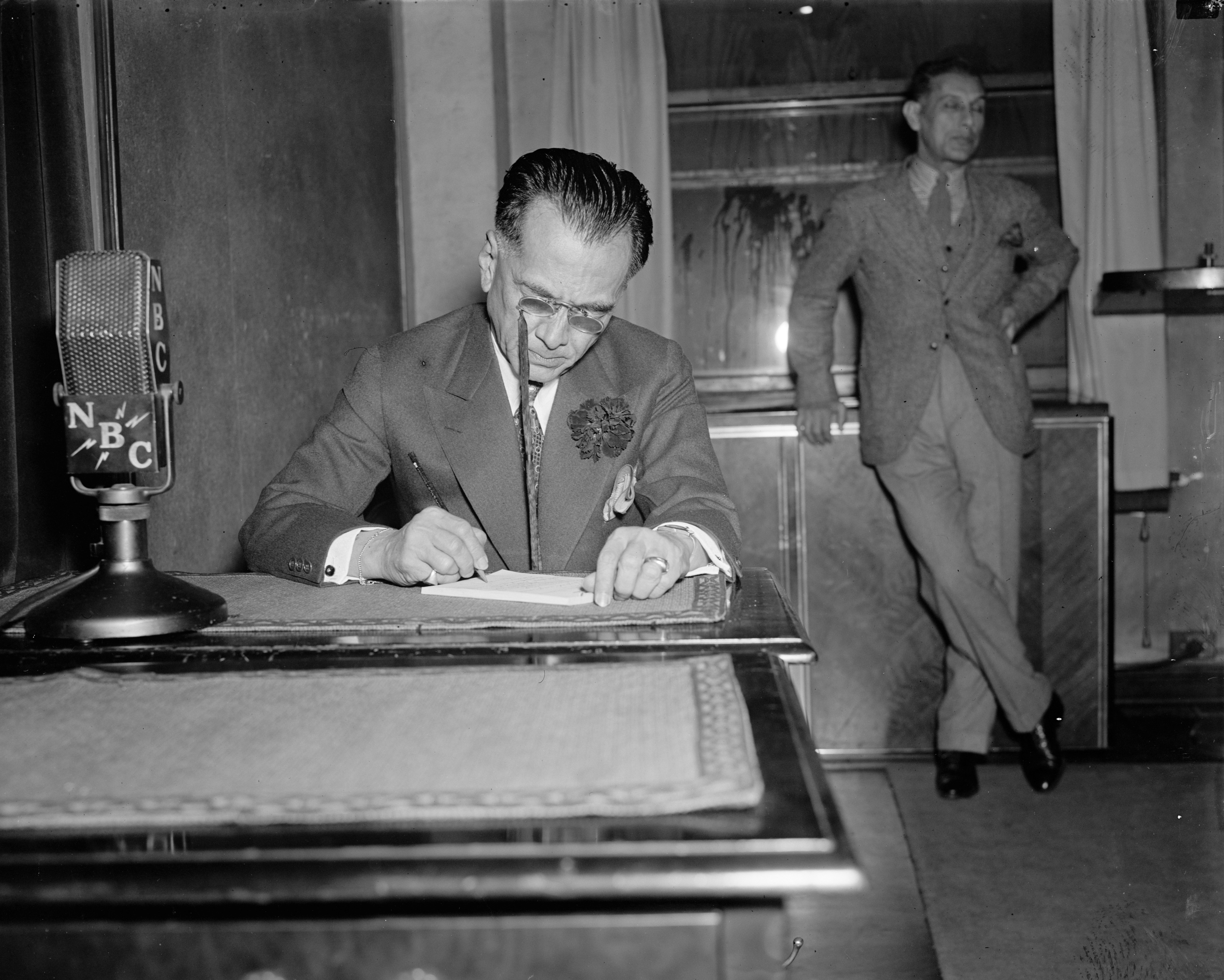
Quezon tekent documenten (1937)

De sociaal-economische situatie van het grootste deel van de Filipijnse bevolking in die jaren was slecht. De meeste grote landgoederen van de rooms-katholieke kloosterordes waren tijdens de ambtstermijn van de Amerikaanse gouverneur-generaal Taft verkocht aan de Filipijnse rijke elite. De meeste landbouwgrond was sindsdien in handen van enkele honderden rijke families. Het arme deel van de bevolking op het Filipijnse platteland was hierdoor gedwongen om te proberen onder zeer slechte arbeidsomstandigheden de kost te verdienen op een van deze grote haciendas. De slechte arbeidsomstandigheden en het gebrek aan kansen om een goed bestaan op te bouwen zorgde voor veel ontevredenheid en onrust onder het arme deel van de bevolking. Quezon probeerde de problemen aan te pakken met een heel pakket aan maatregelen op sociaal-economisch terrein die hij gezamenlijk aanduidde als sociale rechtvaardigheid (social justice), daarbij geïnspireerd door soortelijke programma's in het buitenland zoals Roosevelts New Deal. Naast het voorkomen van sociale onrust was een bijkomend voordeel voor Quezon dat hij er veel steun onder de arme bevolking mee verwierf.
Een van de maatregelen die Quezon nam was het invoeren van een minimumloon voor Filipijnse arbeiders. Ook werd wettelijk vastgelegd dat een werkweek maximaal zes dagen van acht uur mocht omvatten. Daarnaast werd met diverse maatregelen geprobeerd om de zeer ongelijke machtsverhouding tussen werkgevers en hun werknemers te verbeteren en te bemiddelen in de veelvuldige conflicten die er waren. Ondanks deze successen was het programma over het geheel gezien geen succes. Hoewel Quezon tijdens een werkbezoek aan Mexico in 1937 erg onder de indruk was geweest van het herverdelen van land door de Mexicaanse president Lázaro Cárdenas, lukte het hem door tegenwerking van het Filipijnse parlement niet om soortgelijke landhervormingen in de Filipijnen door te voeren. In plaats daarvan maakte hij grote stukken grond beschikbaar in nog niet gecultiveerde gebieden in de provincie Isabela op Luzon en Davao op Mindanao. Veel wetgeving bleek in de praktijk bovendien niet te werken. Arbeiders trokken bij conflicten met werkgevers nog steeds veelal aan het kortste eind en veel misstanden, zoals kinderarbeid en prostitutie, bleven bestaan.

#### Nationale taal
Quezon was overtuigd van het belang van een eigen nationale taal voor het bereiken van nationale eenheid. Naast de officiële talen Spaans en Engels, geïntroduceerd door de opeenvolgende koloniale machthebbers, kenden de Filipijnen tientallen eigen talen en dialecten, maar geen eigen nationale taal. In de Filipijnse Grondwet van 1935 werd al wel gesproken over een nationale taal en daarop had de Nationale Assemblee in haar eerste reguliere termijn het Instituut voor de Nationale Taal opgericht. Dit instituut adviseerde Quezon in november 1937 om het Tagalog als basis te nemen voor het Filipijns. Op 30 december van dat jaar werd dit advies door Quezon overgenomen middels Executive Order 134 en in april 1940 keurde hij de door het instituut ontwikkelde woorden- en grammaticaboek goed. In juni 1940 werd in de wet opgenomen dat het Filipijns vanaf 4 juli 1946 een officiële taal van de Filipijnen zou zijn. De keus van de regering-Quezon voor het Tagalog zonder enige oppositie van de andere linguïstische groepen was opmerkelijk en te danken aan Quezon.

#### Grondwetswijzigingen
Kort na het begin van Quezons eerste termijn ontstond binnen de Nacionalista Party discussie over enkele fundamentele zaken in de Filipijnse Grondwet. Zo zou de president eenmaal herkozen moeten kunnen worden en het parlement zou niet meer uit één maar twee kamers moeten bestaan. Quezon was een duidelijke voorstander van de herinvoering van de Filipijnse Senaat naast een Huis van Afgevaardigden. Over de invoering van een extra presidentstermijn onthield hij zich publiekelijk van stellingname. Duidelijk was echter dat hij wel degelijk streefde naar het verlengen van zijn eigen termijn als president. Na een partijconferentie over het onderwerp in juli 1939 werden de grondwetswijzigingen op 19 augustus van dat jaar in een speciale sessie van het parlement goedgekeurd. In 1940 volgde ratificatie in een referendum onder de Filipijnse stemgerechtigden. De presidentstermijn werd verkort van zes naar vier jaar, maar met de mogelijkheid tot een herverkiezing. In dezelfde periode keurde het Filipijnse parlement bovendien een wet goed, die Quezon in bijzondere gevallen, zoals een oorlog, buitengewone bevoegdheden gaf. Deze twee gebeurtenissen bij elkaar lokten verontruste reacties uit onder de oppositie, maar ook bij diverse Amerikaanse politici, onder wie Hoge Commissaris Francis B. Sayre. Zij vreesden voor een machtsgreep van Quezon en waren bevreesd voor het begin van een dictatoriaal bewind.

#### Verkiezingen van 1941
In november 1941 vonden de verkiezingen voor de president en vicepresident en voor de afgevaardigden van het Filipijnse Congres plaats. Aan de verkiezingen mochten naast de Nacionalista Party alleen de Popular Front Party van Juan Sumulong en de radicale Ganap Party meedoen. Door de grondwetswijzigingen kon Quezon zich herkiesbaar stellen en duidelijk was dat zowel Quezon als Osmeña herkozen zouden worden. Quezons doel was echter een volledig door Nacionalistas gevuld Congres. Alle 122 Nacionalista kandidaten voor het Congres waren door hem vooraf persoonlijk uitgekozen. Enkele kandidaten die zich tegen hem keerden, kregen een andere aantrekkelijke functie aangeboden. De verkiezingen van 1941 leverden praktisch de door Quezon gewenste uitslag. Quezon versloeg Sumulong, ondanks het feit dat hij het grootste deel van de campagne vanuit zijn ziekbed voerde, met 82% van de stemmen. Vicepresident Osmeña won met 92% van de stemmen van Evelio Javier. De gehele Senaat werd Nacionalista en in het Huis van Afgevaardigde wisten slechts drie onafhankelijke kandidaten de hegemonie van de partij te doorbreken. Een van de oorzaken van de grote overmacht was de manier van stemmen tijdens deze verkiezingen. Door slechts een partijnaam in te vullen kon in een keer voor alle kandidaten van die partij worden gekozen. Indien men dit niet wilde, moest men in korte tijd 27 namen van alle individuele kandidaten op het kiesbiljet schrijven.

### Tweede termijn (1941-1944)

#### Japanse invasie van de Filipijnen

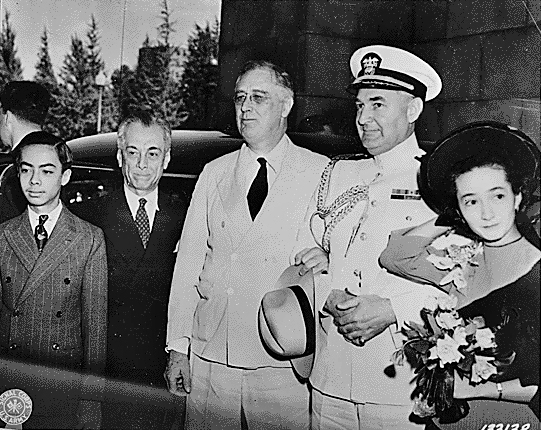
Quezon en zijn familie worden welkom geheten door Roosevelt bij aankomst in Washington (1942)

Enkele uren na de aanval op Pearl Harbor op 8 december 1941 begon ook de Japanse aanval op Filipijnen. Quezon, die in Baguio verbleef, keerde direct terug naar Manilla. Toen enige weken later duidelijk werd dat de stad in Japanse handen zou vallen, werd Quezon samen met familieleden en kabinetsleden naar het eiland Corregidor geëvacueerd. Daar bevond zich ook het hoofdkwartier van generaal Douglas MacArthur, die door president Roosevelt was benoemd tot commandant van het Amerikaanse leger in het Verre Oosten. Nadat duidelijk was geworden dat beloofde versterkingen niet zouden arriveren en de Filipijnse en Amerikaanse troepen de Slag om de Filipijnen uiteindelijk zouden verliezen werden Quezon en zijn familie en kabinetsleden via de Visayas geëvacueerd naar Mindanao, vanwaar ze met enkele B17 bommenwerpers werden overgevlogen naar Australië. Van daar vertrokken ze, enkele dagen na de val van Bataan, per schip naar de Verenigde Staten.

#### Regering in ballingschap
Eenmaal in de Verenigde Staten huurde Quezon een verdieping in het Shoreham Hotel in Washington en stelde hij een oorlogskabinet samen met daarin vicepresident Osmeña, Basilio Valdes als minister van defensie, Carlos Romulo als minister van informatie en public relations, Andrés Soriano als minister van financiën, Jaime Hernandez als Auditor General en Joaquin M. Elizalde als de toenmalige resident commissioner. Gedurende de jaren daarop probeerden Quezon en zijn kabinetsleden vanuit hun zelf verkozen ballingschap de situatie in de Filipijnen te volgen en de Filipijnse zaak bij de Amerikanen onder de aandacht te houden. Quezon sprak onder andere zowel het Amerikaanse Huis van Afgevaardigden als de Senaat toe en hield ondanks zijn steeds slechter wordende gezondheid diverse andere toespraken. Verder werd hij door Roosevelt benoemd als lid van het Pacific War Council, tekende hij namens de Filipijnen een verklaring van de Verenigde Naties tegen de asmogendheden en werkte hij aan zijn autobiografie, “The Good Fight” (1946).

#### Opvolgingscrisis
In oktober 1943, rond de tijd dat in de Filipijnen de Tweede Filipijnse Republiek werd uitgeroepen met José Laurel als president, raakte de regering in ballingschap in een ernstige crisis. De tweede termijn van president Quezon zou op 30 december 1943 verlopen en volgens de Filipijnse Grondwet zou vicepresident Sergio Osmeña hem daarop automatisch opvolgen. Het was Osmeña zelf die dit feit middels een brief onder de aandacht bracht van Quezon. Quezon liet daarop weten het gezien de omstandigheden wijzer te vinden om een dergelijke verandering in de regering op dat moment niet te laten plaatsvinden. Er ontstond vervolgens een impasse tussen Quezon en Osmeña. President Roosevelt koos ervoor om geen partij te kiezen. Hij was van mening dat dit een zaak voor de Filipijnse politici zelf was.
Hierop werd een speciale kabinetsvergadering georganiseerd door president Quezon. Na een hevige discussie stond Quezon op en kondigde aan zich terug te trekken als president en in Californië te gaan wonen. Na de bijeenkomst kwam Osmeña met het voorstel om het Amerikaanse Congres te vragen om de Filipijnse Grondwet op te schorten tot het moment van de bevrijding. Deze oplossing was acceptabel voor Quezon en de kabinetsleden en daarop dienden senator Tydings en afgevaardigde Bell de benodigde resolutie in die zowel door de senaat als het huis van afgevaardigden werd aangenomen.

## Ziekte en overlijden

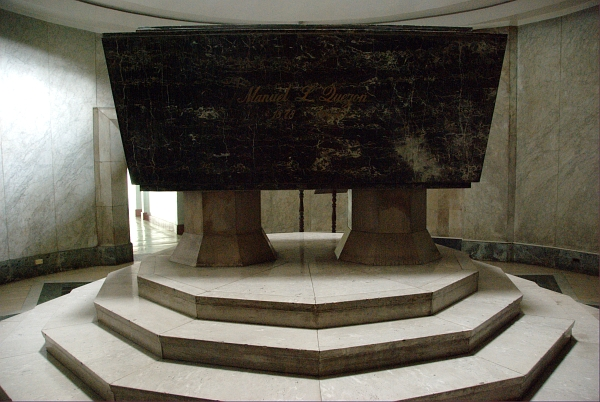
Quezons sarcofaag in de Quezon Memorial Circle

Quezon leed gedurende lange tijd aan tuberculose. Al tijdens een bezoek aan medische specialisten in New York in 1927 bleken Quezons beide longen met tuberculosebacteriën geïnfecteerd. Hij kreeg daarop het advies een jaar lang rust te nemen in een sanatorium in Monrovia. Zes maanden later keerde hij weer terug naar de Filipijnen. Nadien speelde de ziekte regelmatig op en bracht hij nog diverse keren lange periodes door in sanatoriums in de Verenigde Staten. Ook kreeg hij eind 1931 acht maanden ziekteverlof van de Senaat.
Al kort voor de Tweede Wereldoorlog werd zijn gezondheidstoestand slechter en ook toen hij in de Verenigde Staten verbleef tijdens de oorlog was hij vaak aan bed gebonden. Bij het intreden van de winter van 1944 verhuisde de familie Quezon van Washington D.C. naar Miami, vanwege het gunstigere klimaat in Florida voor de inmiddels ernstig zieke Quezon. Daar brachten ze de volgende vier maanden door, terwijl de Amerikaanse troepen van generaal MacArthur ondertussen langs de kusten van Nieuw-Guinea optrokken richting de noordelijker gelegen Filipijnen. Toen hij in korte tijd veel gewicht verloor vertrokken ze weer uit Miami. Eerst verbleven ze enkele weken in Asheville, North Carolina, tot ze weer terugkeerden naar dezelfde lodge in Saranac Lake, vlak bij het beroemde Trudeau Sanatorium, waar Quezon in de zomer van 1943 ook al verbleef. Eind juni ging het zo slecht, dat drie Filipijnse dokters om de beurt, dag en nacht, over hem waakten. Op 1 augustus, 10.05 uur in de ochtend, overleed Manuel Quezon, kort nadat hij in een nieuwsbulletin op de radio had gehoord dat de Amerikanen de Filipijnen tot op 1000 kilometer genaderd waren.
Hij werd met volledig eerbetoon begraven op Arlington National Cemetery in Washington D.C. Na de bevrijding en kort na de Filipijnse onafhankelijkheid werd Quezons stoffelijk overschot met de USS Princeton overgebracht naar zijn vaderland, waar hij op 1 augustus 1946 werd begraven op Manila North Cemetery. Sinds 19 augustus 1979 ligt hij in een sarcofaag in de Quezon Memorial Circle in Quezon City.

## Privéleven
Quezon was getrouwd met Aurora Quezon, een volle nicht van zijn moeders kant van de familie. Quezon vroeg haar in 1918 ten huwelijk toen ze per schip onderweg waren naar de Verenigde Staten. Ze trouwden tijdens een tussenstop in Hongkong op 14 december. Drie dagen later volgde de kerkelijke inzegening door de aartsbisschop van Hongkong, nadat ze dispensatie hadden gekregen vanwege hun nauwe familieband. In de jaren daarna kregen ze vier kinderen: Maria Aurora, Maria Zeneida, Luisa Corazon (die slechts kort leefde) en Manuel jr. Aurora Quezon en dochter Maria Aurora kwamen op 28 april 1949 om het leven toen hun konvooi van Baler naar Nueva Ecija in de bergen in een hinderlaag van communistische rebellen reed.

## Nagedachtenis
De naam Quezon leeft voort in talrijke naar hem vernoemde geografische namen, zoals de provincie Quezon, de stad Quezon City, Quezon Bridge en Manuel L. Quezon University in Manilla, zes gemeenten in de provincies Bukidnon, Isabela, Nueva Ecija, Nueva Vizcaya, Palawan en Quezon, en 82 barangays en honderden straten door het hele land. Verder is de hoogste onderscheiding van de Filipijnen de Quezon Service Cross en staat Quezon afgebeeld op een 20 peso-biljet.
Emilio Aguinaldo · Manuel Quezon · José Laurel · Sergio Osmeña · Manuel Roxas · Elpidio Quirino · Ramon Magsaysay · Carlos Garcia · Diosdado Macapagal ·
 Ferdinand Marcos · Corazon Aquino · Fidel Ramos · Joseph Estrada · Gloria Macapagal-Arroyo · Benigno Aquino III · Rodrigo Duterte · Ferdinand Marcos jr.
- Biblioteca Nacional de España: XX1407599
- Bibliothèque nationale de France: cb14555598r (data)
- Gemeinsame Normdatei: 118866753
- International Standard Name Identifier: 0000 0000 8150 1114
- Library of Congress Control Number: n50050542
- National Archives and Records Administration: 10580344
- Nationale bibliotheek van Australië: 35491453
- Nationale Bibliotheek van Israël: 987007277057905171
- Nationale Bibliotheek van Polen: a0000002977295
- Nederlandse Thesaurus van Auteursnamen: 070994927
- SNAC: w6wn253m
- Système universitaire de documentation: 079488706
- Trove: 972280
- Biographical Directory of the United States Congress: Q000009
- Virtual International Authority File: 69727107
- WorldCat: E39PBJrm88FVWkcjxGFhRRfQbd